# Alexis-François Artaud de Montor
Alexis-François Artaud De Montor (Paris, 21 de julho de 1772 - Paris, 12 de novembro de 1849) foi um diplomata e historiador francês. Um emigrante durante a Revolução Francesa, ele foi confiado pelos príncipes reais com missões à Santa Sé e serviu a província de Champanhe no Exército de Condé. Napoleão Bonaparte o tornou secretário da Legação Francesa em Roma. Artaud ocupou esse cargo sob François Cacault, deixou Roma por um curto período de tempo quando o cardeal Joseph Fesch, sucessor de Cacault, trouxe Chateaubriand com ele e retornou a Roma na mesma competência após a renúncia de Chateaubriand. Nomeado encarregado de negócios da França para Florença em 1805, ele foi chamado de volta em 1807 porque suspeitava-se injustamente de ter empregado seu poder em nome da rainha da Etrúria, cujas posses Napoleão desejava dar a Elisa Bonaparte.
Fez censura nos últimos anos do império, tornou-se sob o secretário de Restauração francesa da embaixada em Viena, depois novamente em Roma. Em 1830, ele se aposentou para se dedicar exclusivamente a obras literárias. Além de sua tradução da Divina Commedia de Dante (1811-1813), que foi muito bem avaliada, Artaud de Montor deixou várias obras históricas:
- Machiavel, son génie et ses erreurs (Machiavelli; Paris, 1833);
- Univers pittoresque (Paris, 1834);
- Histoire du pape Pie VII (2 vols., Paris, 1836);
- Histoire de Dante Alighieri (Paris, 1841);
- Histoire des souverains pontifes romains (8 vols., Paris, 1842);
- Histoire de Léon XII (Paris, 1843);
- Histoire de Pie VIII (Paris, 1843).

Pouco antes de sua morte, em 1849, quando Pio IX foi banido para Gaeta, Artaud de Montor publicou uma obra intitulada: La papauté et les émeutes romaines. Suas lembranças e suas observações como diplomata fazem parte das obras históricas de Artaud de Montor. Foi membro da Académie des Inscriptions et Belles-Lettres em 17 de dezembro de 1830.